# Radio Papesse
Radio Papesse è la prima radio di Arte contemporanea in Italia.
Si tratta di una webradio con annessi una serie di servizi aggiuntivi come quello di podcasting. 
La radio non contiene pubblicità ed è completamente gratuita per tutti i suoi servizi agli utenti. Svolge infatti una funzione di servizio pubblico per informare sulle attività di Arte Contemporanea, partendo dalla Toscana ma allargando il suo campo all'Italia e alle iniziative internazionali.
La Radio è nata all'interno del Palazzo delle Papesse di Siena, Centro pubblico di Arte Contemporanea attivo dal 1998 al 2008, per dare voce al Centro stesso ma anche per offrire una base al progetto TRA ART - Rete Toscana di Arte Contemporanea; quest'ultima è una rete di iniziative e centri sul territorio Toscano creata per sostenere le arti e le culture contemporanee. Nel 2008 Radio Papesse ha ottenuto il patrocinio di AMACI, l'Associazione dei Musei d'Arte Contemporanea Italiani, e da allora rivolge particolare attentenzione alle attività dei musei associati. 
Su Radio Papesse l'attenzione è rivolta a tutte le espressioni sonore del contemporaneo. Per questo motivo molto spazio è dato alla sperimentazione degli artisti - che hanno a disposizione l'archivio audio e lo streaming per presentare le loro opere di radio art e sound art. Sono inoltre presenti numerose interviste ad artisti, curatori, critici d'arte, produttori, sound designer ed esperti del mondo dell'arte contemporanea. L'archivio accessibile della radio contiene inoltre paesaggi sonori, reading e lezioni d'arte. Un altro servizio presente è quello delle audioguide, offerte in download gratuito e in podcasting. Tutti i materiali presenti nell'archivio audio sono disponibili sotto licenza Creative Commons. Radio Papesse produce e distribuisce infatti gratuitamente i materiali audio e questi possono essere manipolati e utilizzati per creare e diffondere cultura. Una politica che va nella direzione della diffusione dei materiali è quella di appoggiarsi anche al progetto Internet Archive, una non-profit fondata per offrire a ricercatori, storici e studenti un accesso stabile e gratuito a numerosi archivi di materiale digitale.
La programmazione musicale comprende musica elettronica, musica elettroacustica, sperimentale, jazz, rock, ambient, musica contemporanea e world music. Lo stile della radio è freeform: tutti i contenuti sono messi a disposizione nel flusso audio senza soluzione di continuità.
Il progetto Radio Papesse è a cura di Ilaria Gadenz, Carola Haupt e Cristiano Magi.
Le musiche originali - sigle e stacchi musicali - sono del compositore Francesco Oliveto.
Dal 2011 la radio è ospite di Villa Romana a Firenze.